# Jean Lemoine
Pour les articles homonymes, voir Lemoine.
Jean Lemoine (né en 1250 à Crécy-en-Ponthieu, mort en 1313 en Avignon), est un cardinal français, évêque d'Arras et légat du pape Boniface VIII auprès de Philippe le Bel, fondateur du collège portant son nom, à Paris.

## Biographie
Après avoir terminé ses études et reçu le bonnet en droit canon et en théologie à l'université de Paris, il fut chanoine aux chapitres cathédraux d’Amiens et de Paris. Devenu conseiller du roi, il fit un voyage à Rome, où ses talents lui valurent un accueil distingué et d'être nommé auditeur de la Rote romaine en 1282. Jean Lemoine est le frère d'André Lemoine, évêque de Noyon.

### Partagé entre la France et Rome
Il mena dès lors une double carrière  en France et à Rome. Il fut d’abord doyen de la cathédrale de Bayeux (1288-1292) puis élu évêque d’Arras par le chapitre cathédral à la fin 1293. Pendant la même période, en tant que vice-chancelier de la Sainte Église romaine (1288 à 1294), il contresignait les bulles pontificales. Célestin V le fit cardinal-prêtre des saints Marcellin et Pierre lors du consistoire du 18 septembre 1294. Ce fut à ce titre qu'il avalisa les bulles pontificales du 21 juin 1295 au 16 février 1302, plus celle du 14 mars 1304. 

### Ses fondations à Paris
Devenu prince de l'Église, il consacra une partie de sa fortune au mécénat. Par contrat passé à Rome, le 15 mars 1302, il acheta aux Grands-Augustins la Maison du Chardonnet et des terrains la jouxtant pour fonder un Collège qui fut nommé la Maison du Cardinal puis après sa mort le collège du cardinal Lemoine.
Il était initialement prévu pour soixante étudiants en théologie et quarante en arts. Son règlement fut approuvé par Boniface VIII le 12 mai 1302. Il fonda ensuite dans la nef de Notre-Dame de Paris la chapelle qu'on appela l'autel des paresseux. 

### Le légat pontifical

Cardinal Jean Lemoine, dit Johannes Monachus
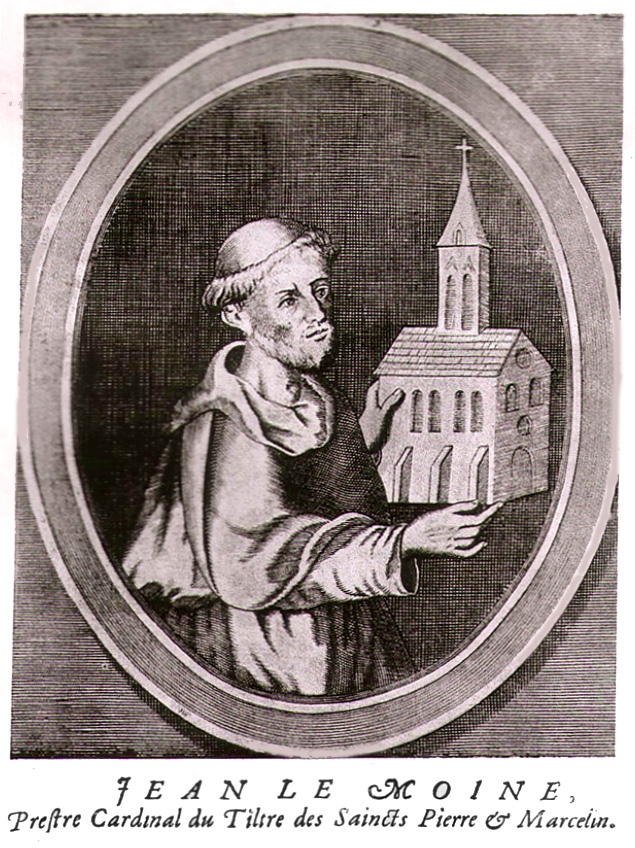
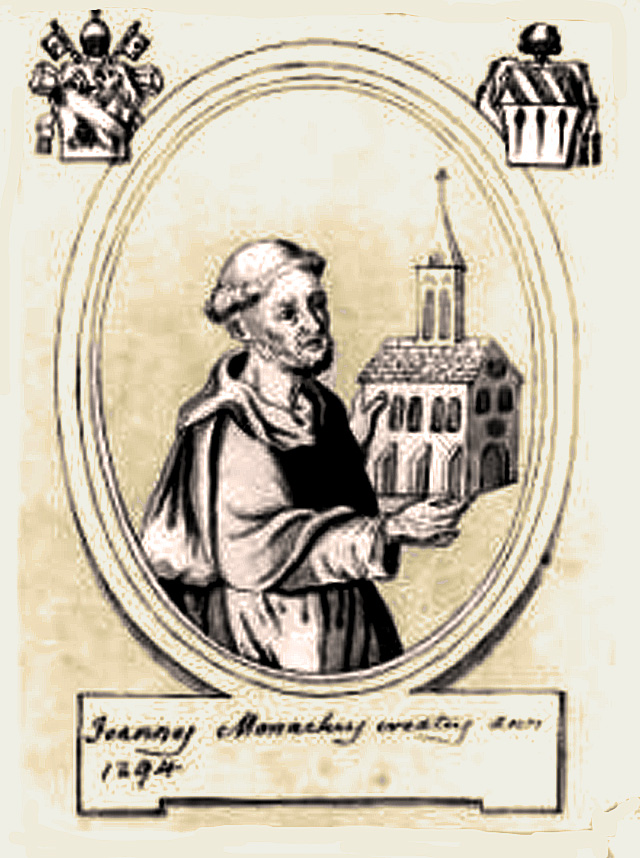
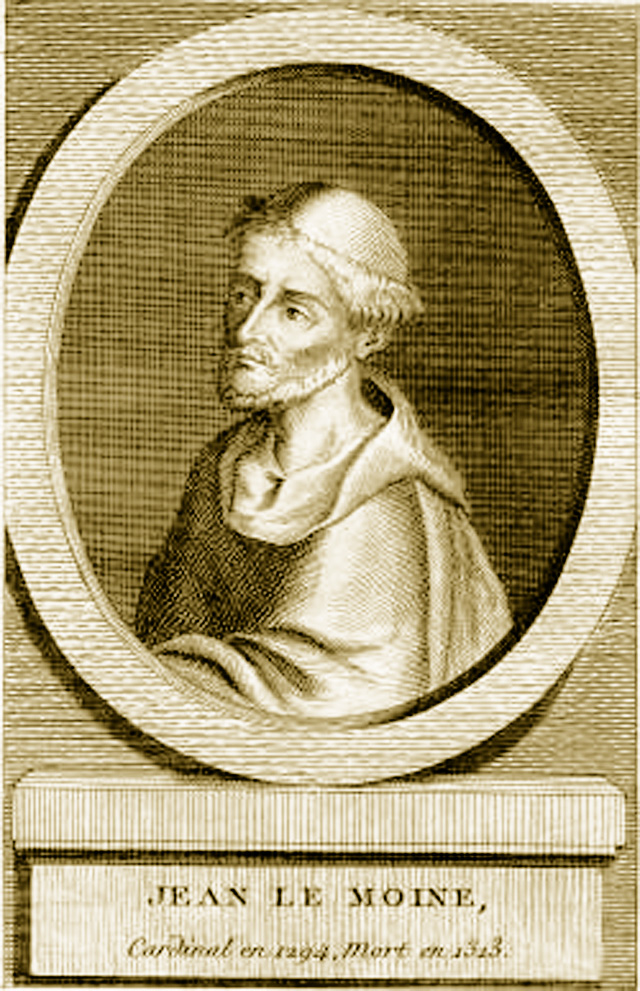

Le 24 novembre 1302, Boniface VIII l’envoya comme légat pontifical en France auprès de Philippe le Bel. Celui-ci ne voulant pas céder face aux exigences pontificales, le pape ordonna au cardinal de jeter l’interdit sur le royaume et d’obliger Nicolas de Freauville, confesseur du roi, à venir s’expliquer à Rome. 
Le légat obtint le report de l’interdit que le pape transforma en excommunication contre le roi. Averti celui-ci fit intercepter à Troyes les porteurs de la bulle, plaça le légat sous surveillance et convoqua les États généraux de 1303. Le cardinal réussit à quitter Paris de nuit, un peu avant la fête de la saint Jean, et regagna Rome.

### Camerlingue du Sacré Collège d’Avignon
Malade, il ne participa pas au conclave de Pérouse qui élit Clément V mais le rejoignit en France. Dès le 6 novembre 1305, il fut nommé Camerlingue du Sacré Collège. Il suivit alors le pape dans toutes ses pérégrinations jusqu’à Avignon où il s’installa en 1309. 
Ce fut là qu’il décéda le 22 août 1313. Dans son testament, daté du 21 juillet, il demanda d’être inhumé à Paris dans la chapelle du Collège, rue Saint-Victor. Ses dernières volontés furent exécutées le 1er octobre 1314. 

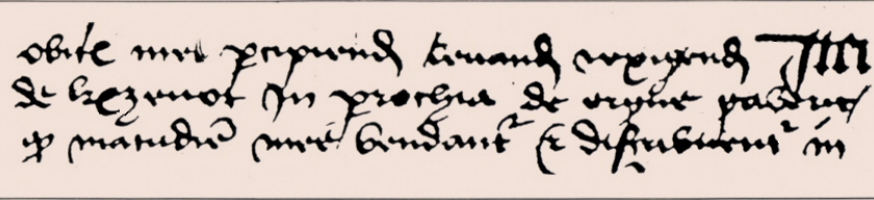
Extrait du testament du cardinal Jean Lemoine, Archives départementales du Finistère

André, son frère, évêque de Noyon, contribua de sa fortune à l'établissement du Collège du cardinal ; il mourut en 1315, et fut inhumé dans le même tombeau que son frère. On y lisait encore à la fin du XVIIIe siècle leur double épitaphe.

## Œuvre
Il rédigea Glossa aurea Joannis Monachi cardinalis in Sextum Decretalium, commentaire sur le sixième livre des Décrétales, qui fut imprimé à Paris en 1515.

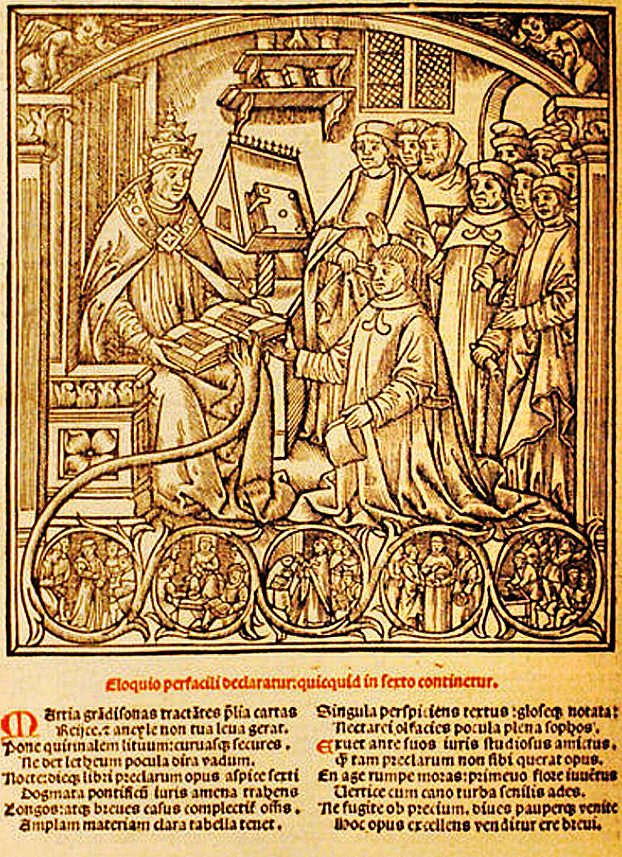
Jean Lemoine remettant ses Décrétales à Boniface VIII
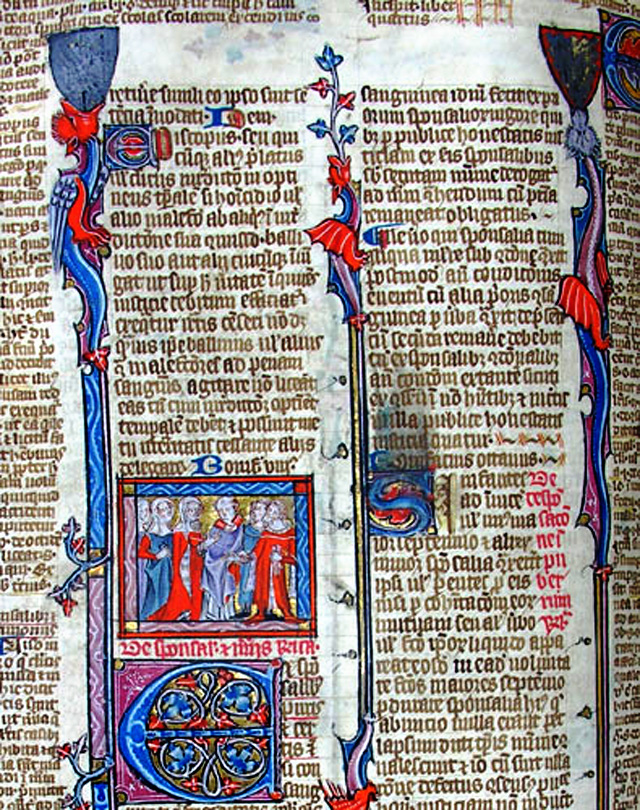
Page illustrée de miniatures du Liber sextius decretalium
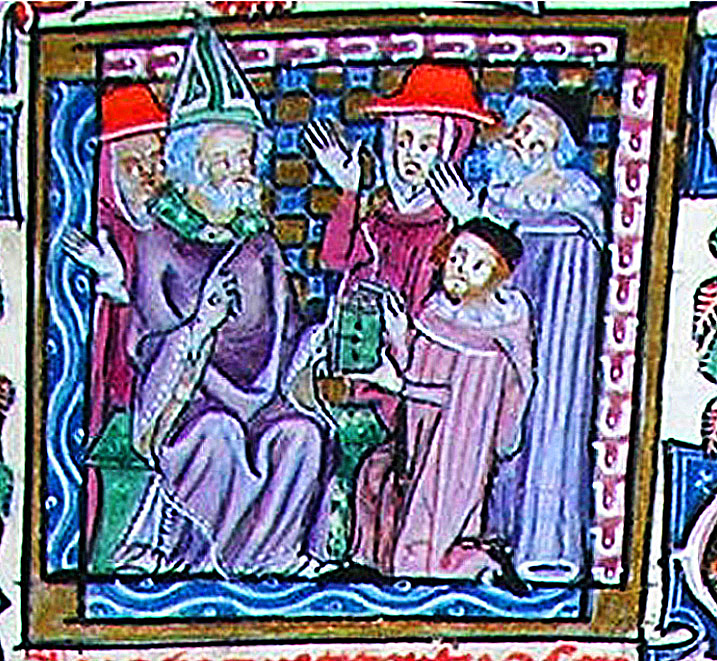
Boniface VIII recevant les Décrétale commentées par Johannes Monachus.
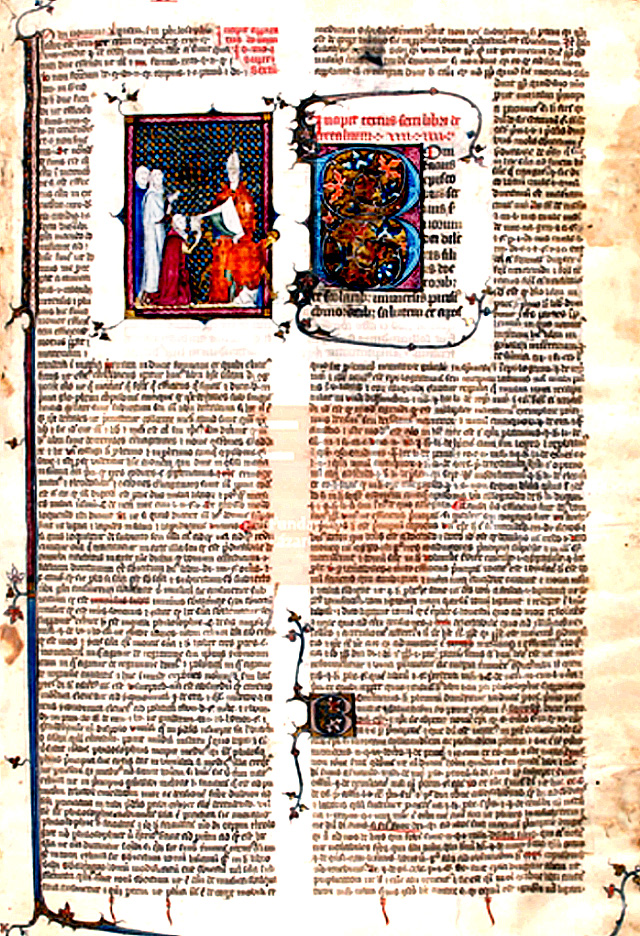
Page illustrée de miniatures du sixième livre des Décrétales

## Toponymes
- La rue du Cardinal-Lemoine est une rue du 5e arrondissement de Paris
- la station de métro Cardinal Lemoine sur la ligne 10 du métro de Paris